# Tacuarembó Fútbol Club
Maillots
Le Tacuarembó Fútbol Club est un club uruguayen de football basé à Tacuarembó. L'Uruguayen Amaranto Abascal est l'entraineur depuis janvier 2020.

## Historique
- 1998 : fondation du club

## Identité visuelle

### Logo

Logo actuel.